# Aşağıyakacık, Nazilli
Aşağıyakacık là một xã thuộc huyện Nazilli, tỉnh Aydın, Thổ Nhĩ Kỳ. Dân số thời điểm năm 2010 là 1.392 người.